# Lipoprotein
Lipoprotein je biohemijski sklop koji se sastoji od proteina i lipida. Mnogi enzimi, transporteri, strukturni proteini, antigeni, adhezini i toksini su lipoproteini. Primeri takvih molekula su lipoproteini visoke gustine (HDL) i niske gustine (LDL) koji omogućavaju prenos masti krvnim sistemom, transmembranski proteini mitohondrije i hloroplasta, i bakterijski lipoproteini.

## Funkcija
Funkcija lipoproteinskih čestica je transport lipida (masnoća) (kao što je triacilglicerol) širom tela putem krvi.
Sve ćelije koriste i zavise od masti i holesterola kao gradivnih blokova za formiranje membrana koje one koriste za kontrolu unutrašnjeg vodenog sadržaja, unutrašnjih u vodi rastvornih elemenata i za organizaciju strukture i proteinskih enzimskih sistema.

## Klasifikacija
Proteinski deo lipopretina se sastoji od apoproteina (apolipoproteina) koji se mogu podeliti u šest klasa, a neke od klasa u podklase. Tako razlikujemo:
- A (apo A-I, apo A-II, apo A-IV, i apo A-V)
- B (apo B48 i apo B100)
- C (apo C-I, apo C-II, apo C-III, i apo C-IV)
- D
- E
- H

Prema različitim udelima pojedinih hemijskih molekula koji se nalaze u određenom lipoproteinu, lipoproteini se mogu svrstati u različite klase:
- hilomikroni - prenose trigliceride (masti) od creva do jetre, mišićnog tkiva i masnog tkiva.
- lipoprotein vrlo male gustine prenose (novosintetizirani) triacilglicerol od jetre prema masnom tkivu.
- lipoprotein srednje gustine
- lipoprotein niske gustine prenosi holesterol od jetre prema ćelijama u telu. LDL se ponegde naziva "loš kolesterol".
- lipoprotein velike gustine (engl. High density lipoprotein - HDL) prikuplja holesterol iz tkiva u telu i odnosi ga u jetru. HDL se često naziva i "dobar holesterol".

| Gustoća (g/mL) | Klasa       | Prečnik (nm) | % protein | % holesterol | % fosfolipid | % triacilglicerol |
| >1.063         |             | 5-15         | 33        | 30           | 29           | 4                 |
| 1.019-1.063    |             | 18-28        | 25        | 50           | 21           | 8                 |
| 1.006-1.019    |             | 25-50        | 18        | 29           | 22           | 31                |
| 0.95-1.006     |             | 30-80        | 10        | 22           | 18           | 50                |
| <0.95          | Hilomikroni | 100-1000     | <2        | 8            | 7            | 84                |

Hiperlipoproteinemija je naziv za bolest kod koje je u krvi povišena koncentracija lipoproteina. Prema klasi povišenih lipoproteina se razlikuje pet tipova hiperlipoproteinemija.

## Literatura
1. ↑  „DOLOP - A database of bacterial lipoproteins”.

## Spoljašnje veze
- Baza podataka bakterijskih lipoproteina
- Pregled i dijagram na washington.edu Архивирано на веб-сајту  (10. октобар 2006)
- Lipoproteinski sklop na wisc.edu Архивирано на веб-сајту  (13. март 2007)
- Lipoproteins на 
- Proteolipids на 